# Tomas Vytautas Raskevičius

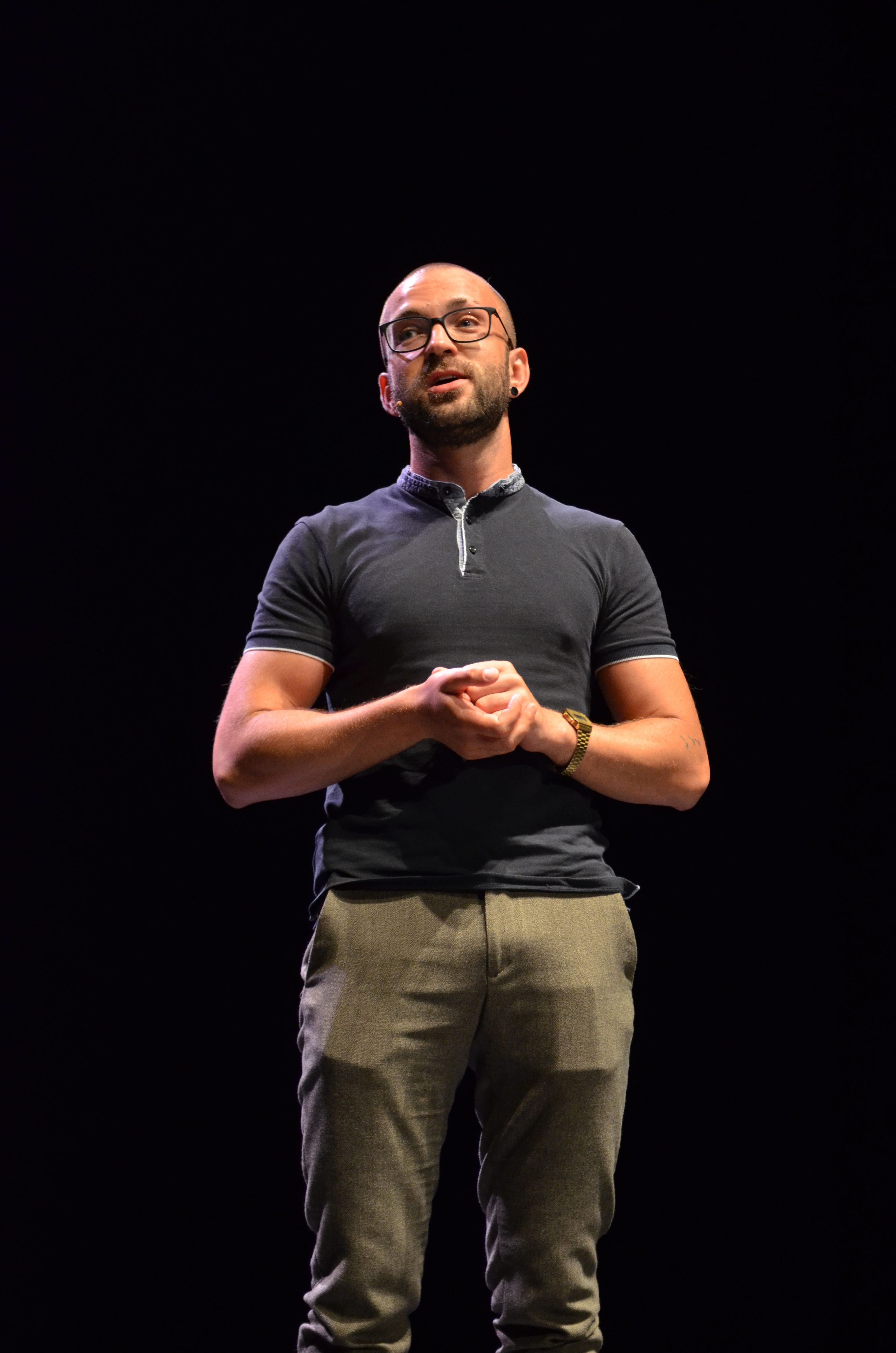
Tomas Vytautas Raskevičius

Tomas Vytautas Raskevičius (* 1989 in Kaunas) ist ein litauischer liberaler Politiker, Vorsitzender der Partei Laisvės partija. Von 2020 bis 2024 war er Mitglied im Seimas.

## Leben
Nach dem Abitur 2007 am Gymnasium der Technischen Universität in seiner Heimatstadt Kaunas absolvierte Tomas Vytautas Raskevičius 2011 das Bachelorstudium der Politikwissenschaft an der Vilniaus universitetas in der litauischen Hauptstadt Vilnius und 2012 das Masterstudium Menschenrechte an der Central European University in Budapest, Ungarn.
Von 2012 bis 2013 arbeitete er bei Lietuvos gėjų lyga als Projektleiter. Von 2018 bis 2020 war er Staatsbeamter und leitete eine Abteilung.
2019 wurde er Mitglied im Rat der Stadtgemeinde Vilnius als Kandidat der Liste von R. Šimašiaus „Už Vilnių, kuriuo didžiuojamės!“. 2019 war er Mitgründer und ist seitdem Vorstandsmitglied der Laisvės partija. Bei der Parlamentswahl in Litauen 2020 wurde er Mitglied des Seimas und war als Vorsitzender des Ausschusses für Menschenrechte bis November 2024 im 13. Seimas tätig. Bei den Kommunalwahlen in Litauen 2023 war er Kandidat zum Bürgermeister von Vilnius.